# 碭山県
碭山県（とうざん-けん）は中華人民共和国安徽省宿州市に位置する県。果物などの農業生産が中心。

## 地理
安徽省の最北部に位置し、江蘇省・山東省・河南省が交わる位置にある。域内はすべて黄淮平原に属する平野である。
民族構成は多数派の漢族と少数派の回族（ムスリム）、その他多数の少数民族からなる。回族は人口の中では少数派だが政治・経済・社会などの分野で少なからぬ影響を持つ。回族は碭山県城の南関地区や、曹荘鎮の回民許荘などに集まって住む。1990年代には碭山県内で民族間の械闘が多発した。1998年には回民許荘で起こった回族と漢族の械闘が全県規模に拡大し、武器を持って集まった回族と村に土嚢などを積んで立てこもる漢族との間で激しい戦いとなり、警察が介入する事態となった。

## 歴史
秦の始皇帝26年（紀元前221年）、郡県制が施行され碭郡と碭県が置かれた。県城の東南に碭山（現在は河南省永城市に属する）があったことにちなむ。漢の高祖5年（紀元前202年）、碭郡は廃止され、碭県は梁国に属することになった。新の始建国元年（9年）、碭県は節碭県に改められたが、後漢の光武帝が碭県の名に戻した。
三国時代には魏は梁国を廃し、徐州に属したが西晋の泰始元年（265年）に梁国が復活し碭県は下邑県に属するようになった。北魏の孝昌2年（526年）には碭郡と碭県が復活し、北斉の天保6年（555年）には碭郡も碭県も廃止され安陽県が置かれた。
隋の開皇18年（598年）、安陽県は碭山県に改められ睢陽郡の下に置かれた。唐末には宋州に、光化2年（899年）には輝州に属し、後唐には単州に属した。
金の興定元年（1217年）には碭山は帰徳府の管轄下に置かれ、興定5年には永城県が永州に昇格し碭山を管轄下においた。元の至元2年（1265年）には永州は再び永城県に降格し、碭山県は単父県に編入されたが翌年には碭山県が復活し、済寧路の管轄下となった。
明の洪武8年（1375年）、碭山県は徐州に属した。1912年、中華民国成立後は江蘇省徐海道、後に江蘇行政督察銅山区、さらに江蘇省行政督察第九区の所轄となった。1949年、中華人民共和国成立後は商丘や宿県・徐州などの間を転々とし、江蘇省などへ移管されたが1955年以来安徽省に属するようになった。2000年4月、宿県地区は廃止され宿州市となり、碭山県も宿州市に属するようになった。

## 行政区画
- 鎮:碭城鎮、趙屯鎮、李荘鎮、唐寨鎮、葛集鎮、周寨鎮、玄廟鎮、官荘壩鎮、曹荘鎮、関帝廟鎮、朱楼鎮、良梨鎮、程荘鎮

## 交通
鉄道
- 隴海線（蘭州市 - 連雲港市）: 碭山駅

道路
- 310国道

## 人物
- 閔子騫 - 孔子の弟子
- 馬皇后 - 朱元璋の妻で明の建国を助けた